# Kunsthalle Erfurt
Kunsthalle Erfurt (česky: Erfurtská síň umění) sídlí v historické budově Haus zum Roten Ochsen (Dům u Červeného vola) nacházejícím se na náměstí Fischmarkt, které je součástí erfurtského Starého města. Sídlí zde i Erfurter Kunstverein (Erfurtský umělecký spolek).
Po dlouhé a nákladné restauraci a modernizaci technického zařízení, byla Kunsthalle Erfurt v roce 1979 zprovozněn jako galerie a výstavní prostory.
Dnes disponuje Kunsthalle Erfurt 750 metry čtverečními výstavních ploch, které využívá pro neustále obměňované výstavy výtvarného umění, s tematickým zaměřením na počátky moderny do bezprostřední přítomnosti. Jelikož je Kunsthalle Erfurt z větší části financována z finančních prostředků města, nevlastní žádné vlastní umělecké sbírky. Chce být spíše prostorem pro mladé umělce k prezentaci jejich práce veřejnosti.
Dalším stěžejním bodem tvoří retrospektivy k mezinárodním významným klasikům moderny. Stále častěji bývají při výstavách prezentovány také moderní umělecké trendy v digitální fotografii, Video Artu další. Tyto nové prvky rozšiřují dosud vystavované malby, sochy a grafiky.

## Výstavy
- 2011: Frank Darius. Willkommen im Garten (Vítejte v zahradě). Fotografie
- 2011: Kyungwoo Chun. Thousands (Tisíce)